# Feliks Kroll
Feliks Kroll (ur. 9 maja 1911 w Hoeningen, zm. 13 kwietnia 1977) – polski nauczyciel, pedagog, wykładowca akademicki.

## Życiorys
Urodził się 9 maja 1911 w Hoeningen na obszarze ówczesnego Cesarstwa Niemieckiego. Był synem ślusarza.
Po zakończeniu I wojny światowej i odzyskaniu przez Polskę niepodległości zamieszkał z rodzicami w Poznaniu. Ukończył gimnazjum w Poznaniu. W 1933 został absolwentem Wyższej Szkoły Handlowej w Poznaniu uzyskując tytuł magistra nauk ekonomicznych. Podczas studiów w roku akademickim 1932/1933 był sekretarzem Korporacji Akademickiej „Laconia” przy WSH. W latach 30. II Rzeczypospolitej był nauczycielem w Liceum Handlowym w Poznaniu.
Po wybuchu II wojny światowej podczas trwającej okupacji niemieckiej przebywał w Sanoku, gdzie od 1 stycznia 1941 do 30 sierpnia 1943 był nauczycielem w Polskiej Szkole Handlowej w Sanoku (Polnische Öffentliche Handelsschule in Sanok), wykładając przedmioty zawodowe. Po zakończeniu działań wojennych od października 1944 pracował nadal w reaktywowanym Gimnazjum i Liceum Kupieckim w Sanoku, wykładając księgowość, arytmetykę i handel. Był zatrudniony do 15 kwietnia 1945, po czym wyjechał do Poznania, gdzie został asystentem prof. Witolda Skalskiego na macierzystej Akademii Handlowej. Pracował jako zastępca profesora w Katedrze Rachunkowości. Na przemianowanej Wyższej Szkoły Ekonomicznej przez wiele lat był prodziekanem i dziekanem Wydziału Handlu.
Zmarł 13 kwietnia 1977. Został pochowany na Cmentarzu Junikowo w Poznaniu 19 kwietnia 1977.

## Publikacje
- Rachunkowość przedsiębiorstw handlu wewnętrznego (1975, współautorzy: Edmund Kurtys, Stanisław Nowak)